# Nigeria International 2014
Die Nigeria International 2014 im Badminton fanden vom 23. bis zum 26. Oktober 2014 in Lagos statt.

## Sieger und Platzierte
| Disziplin    | Gold                       | Silber                               | Bronze                                   |
| ------------ | -------------------------- | ------------------------------------ | ---------------------------------------- |
| Herreneinzel | Edwin Ekiring              | Arnaud Génin                         | Milan Ludík                              |
| Herreneinzel | Edwin Ekiring              | Arnaud Génin                         | Abdelrahman Kashkal                      |
| Dameneinzel  | Nicole Schaller            | Grace Gabriel                        | Fatima Azeez                             |
| Dameneinzel  | Nicole Schaller            | Grace Gabriel                        | Shamim Bangi                             |
| Herrendoppel | Jinkan Ifraimu Ola Fagbemi | Joseph Abah Eneojo Victor Makanju    | Ibrahim Adamu Olorunfemi Elewa           |
| Herrendoppel | Jinkan Ifraimu Ola Fagbemi | Joseph Abah Eneojo Victor Makanju    | Godwin Olofua Anuoluwapo Juwon Opeyori   |
| Damendoppel  | Shamim Bangi Hadia Hosny   | Tosin Damilola Atolagbe Fatima Azeez | Susan Ideh Peace Orji                    |
| Damendoppel  | Shamim Bangi Hadia Hosny   | Tosin Damilola Atolagbe Fatima Azeez | Grace Daniel Maria Braimoh               |
| Mixed        | Jinkan Ifraimu Susan Ideh  | Ola Fagbemi Dorcas Ajoke Adesokan    | Victor Makanju Augustina Ebhomien Sunday |
| Mixed        | Jinkan Ifraimu Susan Ideh  | Ola Fagbemi Dorcas Ajoke Adesokan    | Olorunfemi Elewa Maria Braimoh           |